# Senjutsu
Senjutsu är Iron Maidens sjuttonde studioalbum. Det gavs ut den 3 september 2021 på etiketten Parlophone. 

## Låtlista
| 1. | Senjutsu                | 8:20 |
| 2. | Stratego                | 4:59 |
| 3. | The Writing on the Wall | 6:13 |
| 4. | Lost in a Lost World    | 9:31 |
| 5. | Days of Future Past     | 4:03 |
| 6. | The Time Machine        | 7:09 |

| 7.           | Darkest Hour       | 7:20  |
| 8.           | Death of the Celts | 10:20 |
| 9.           | The Parchment      | 12:39 |
| 10.          | Hell on Earth      | 11:19 |
| Total längd: | Total längd:       | 81:53 |

## Senjutsu
I juli 2021 började Iron Maiden under lekfullt mystiska former antyda ett nytt musiksläpp, med vaga ledtrådar i diverse mediala sammanhang. I ett videoklipp från teatern O2 Shepherd's Bush Empire i London bjöd Bruce Dickinson in till "Belshazzar's Feast" den 15 juli. Detta visade sig vara singelsläppet "The Writing on the Wall" med tillhörande musikvideo i form av en animerad kortfilm med originalmanus av Dickinson. Ett par dagar senare annonserades albumsläppet. Albumet hade spelats in i hemlighet redan under tidiga 2019, i Guillaume Tell-studion i Paris, under en paus i  Legacy of The Beast-turnén, men utgivningen sköts upp p.g.a. Covid-19-pandemin. Likt föregångaren The Book of Souls (2015) gavs det ut som dubbelalbum. 

## Turné
För första gången i bandets karriär följdes inte det nya albumsläppet av en ordinarie albumturné, eftersom den retrospektiva Legacy of the Beast-turnén som skulle ha fortsatt under 2020 blivit ombokad och framflyttad i två år p.g.a. pandemin. Istället inkluderades ett Senjutsu-tema i den uppskjutna Legacy-turnén när denna återupptogs under våren och sommaren 2022, med låtarna Senjutsu, Stratego och The Writing on the Wall som ny konsertöppning.
Under 2023 görs turnén The Future Past Tour där låtlistan ska fokusera på material från Senjutsu tillsammans med ett retrospektivt fokus på Somewhere in Time från 1986.

## Medverkande
- Bruce Dickinson – sång
- Dave Murray – gitarr
- Janick Gers – gitarr
- Adrian Smith – gitarr
- Steve Harris – elbas, keyboard
- Nicko McBrain – trummor